# Plectranthias flammeus
Plectranthias flammeus, thường được gọi là cá mú lửa, là một loài cá biển thuộc chi Plectranthias trong họ Cá mú. Loài này được mô tả lần đầu tiên vào năm 2013. Danh pháp khoa học của loài cá này, flammeus, trong tiếng Latinh có nghĩa là "bốc lửa", ám chỉ các vệt màu đỏ rực và vàng sẫm trên má, và các đốm màu đỏ - vàng - cam trên cơ thể.

## Phân bố và môi trường sống
P. flammeus có phạm vi phân bố nhỏ hẹp ở vùng biển Đông Thái Bình Dương. Đây là loài đặc hữu của quần đảo Marquesas, và có mặt phong phú trên khắp quần đảo. Loài này sống xung quanh các rạn san hô và trên các sườn dốc ngầm xa bờ, ở độ sâu khoảng từ 7 đến 45 m.

## Mô tả
Mẫu vật duy nhất dùng để mô tả P. flammeus có chiều dài cơ thể gần 6 cm. Đầu và thân có nhiều vệt đốm màu vàng với đủ kích thước, được viền màu đỏ hoặc màu nâu hạt dẻ. Má có các vệt màu đỏ cam của lửa. Vây bụng màu trắng với đốm đỏ nhỏ ở gốc vây. Gai vây lưng và vây hậu môn có những đốm nhỏ màu đỏ, cam và vàng. Vây ngực trong suốt với các tia vây có màu đỏ. Vây đuôi có màu trắng. Mống mắt có các vệt đốm đỏ và vàng.
Số gai ở vây lưng: 10; Số tia vây mềm ở vây lưng: 14 - 15; Số gai ở vây hậu môn: 3; Số tia vây mềm ở vây hậu môn: 7; Số gai ở vây bụng: 1; Số tia vây mềm ở vây bụng: 5; Số tia vây mềm ở vây ngực: 14; Số đốt sống: 26.